# MILNET

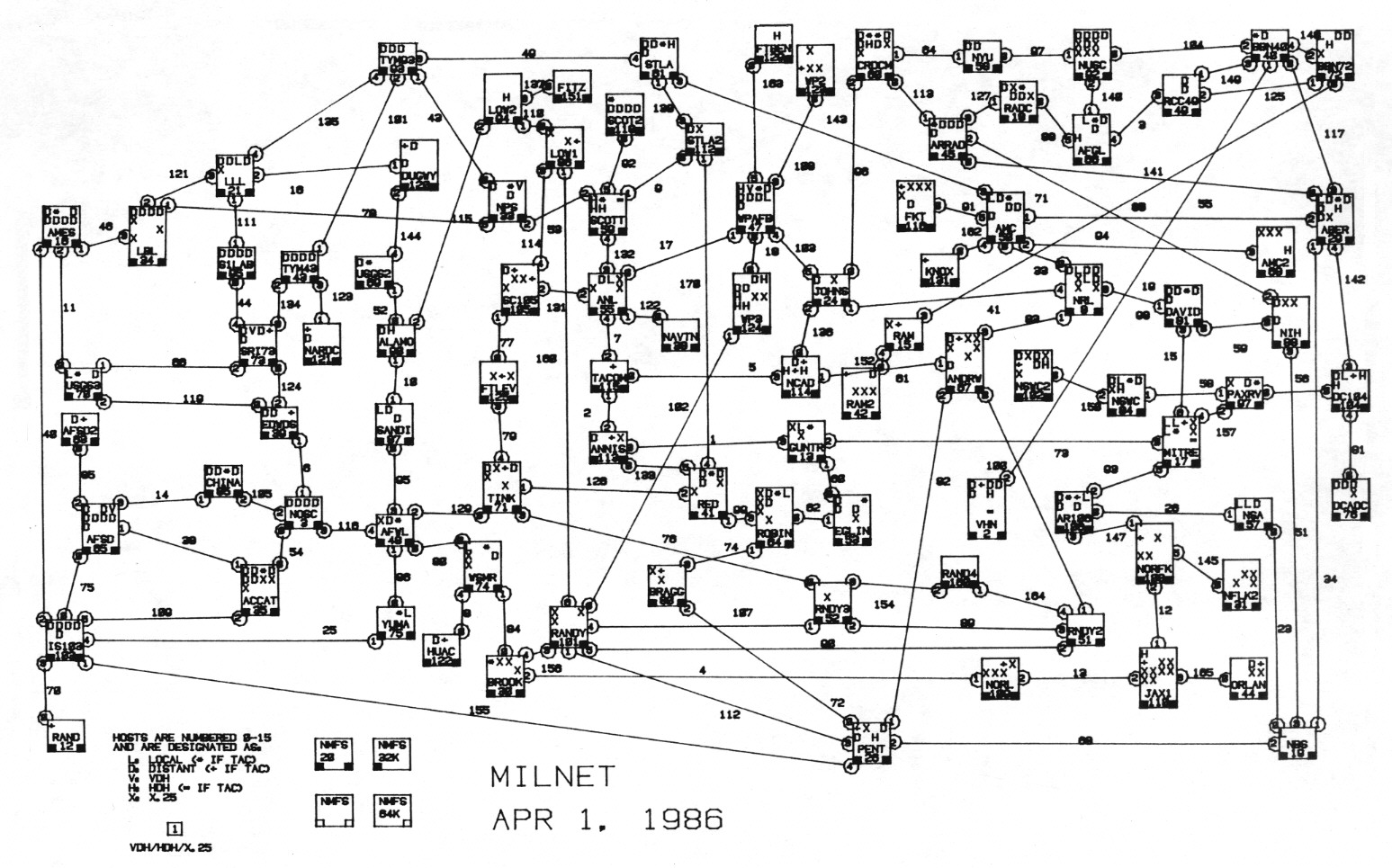
Mapa lógico MILNET - Estados Unidos, abril de 1986.

MILNET (del inglés MILitary NETwork, en español red militar) es una red de comunicación militar de las Fuerzas Armadas de los Estados Unidos. Se creó en 1983 a partir de ARPANET, siendo éste, inicialmente, un proyecto común de varias instituciones científicas y militar sobre el que se desarrollarían los primeros protocolos TCP/IP.
A partir de 1983, y por motivos de seguridad, se separaron los contenidos militares para que ARPANET fuera solo de carácter científico, red a partir de la cual se crearía más tarde Internet. Durante una etapa de transición ambas redes estaban unidas por medio de un Gateway.